# Lyreus septemstriatus
Lyreus septemstriatus is een keversoort uit de familie somberkevers (Zopheridae). De wetenschappelijke naam van de soort werd in 1991 gepubliceerd door Fancello & Leo.